# 32-й армейский корпус (вермахт)
32-й армейский корпус (нем. XXXII. Armeekorps), сформирован 26 марта 1945 года.

## Боевой путь корпуса
В апреле 1945 года — бои против советских войск на реке Одер, в районе Штеттина.

## Состав корпуса
В апреле 1945:
- 281-я пехотная дивизия
- 549-я пехотная дивизия народного ополчения
- крепостная дивизия «Штеттин»
- боевая группа «Фойгт»

## Командующий корпусом
- С 26 марта 1945 — генерал пехоты Фридрих-Август Шак